# كيت كريستنسن
كيت كريستنسن (بالإنجليزية: Kate Christensen)‏ (22 أغسطس 1962، كاليفورنيا في الولايات المتحدة)؛ كاتِبة وروائية أمريكية.